# Lebre-da-califórnia
A lebre-da-califórnia ou lebre-de-cauda-negra (Lepus californicus) é um leporídeo norte-americano.